# NGC 5743
NGC 5743 (również PGC 52680) – galaktyka spiralna (Sb), znajdująca się w gwiazdozbiorze Wagi. Odkrył ją Francis Leavenworth 3 czerwca 1885 roku.